# Portuense
Portuense è l'undicesimo quartiere di Roma, indicato con Q. XI.
Il toponimo indica anche la zona urbanistica 15B del Municipio Roma XI di Roma Capitale.

## Territorio
Si trova nell'area sud della città, a ridosso delle Mura aureliane e del fiume Tevere.
Il quartiere confina:
- a nord con il rione R. XX Testaccio[1]
- a est con il quartiere Q. X Ostiense[2]
- a sud con il quartiere Q. XXXII Europa[3]
- a ovest con il suburbio S. VII Portuense[4] e con il quartiere Q. XII Gianicolense[5]

## Storia
Il Portuense è fra i primi 15 quartieri nati nel 1911, ufficialmente istituiti nel 1921 e prese il nome dalla via Portuense.

### La polveriera di Monteverde
Il 23 aprile 1891 vi fu un'esplosione della polveriera sita nell'odierna Piazza Piero Puricelli. La polveriera viene chiamata nei testi parlamentari "polveriera di Monteverde" in virtù del fatto che quella zona era indicata, fin dai tempi del Catasto Alessandrino, come valle di Monteverde oppure "polveriera di Vigna Pia" per la vicinanza dell'Istituto agrario di carità fondato da Papa Pio IX nel 1850. Il simosgrafo dell'Ufficio Centrale di Meteorologia e Geodinamica del Collegio romano registrò l'esplosione come un terremoto. Sul posto accorsero esponenti politici, il re Umberto e il conte Giuseppe Primoli che testimoniò lo scoppio con numerose fotografie scattate e conservate presso l’Archivio Primoli di Torino. I deputati Pietro Antonelli, Raffaello Giovagnoli e Francesco Siacci chiesero al ministro dell'Interno, Giovanni Nicotera, e al ministro della Guerra, Luigi Pelloux, di riferire sull'evento. Per accertare le cause dell'esplosione venne istituita un'apposita Commissione e i risultati dell'inchiesta vennero pubblicati sulla Gazzetta Ufficiale del Regno d'Italia del 22 maggio 1891. La Commissione riuscì ad appurare che la polveriera conteneva 285000 chilogrammi di polvere, rispetto ai 233000 consentiti e che vi erano presenti un gran numero di materiali definiti sospetti di aver determinato l'incidente, ovvero razzi da segnali, fuochi per pistole Very, polveri e fuochi d'artificio confiscati, cannelli elettrici, cannelli a vite, cannelli fulminanti e spolette per mortai.
Secondo la Commissione lo scoppio fu prodotto da un incendio che si propagò lentamente fino alla detonazione finale. La causa non fu mai accertata con esattezza, ma l'ipotesi più probabile sembra essere che l'incendio ebbe inizio con un razzo che prese fuoco autonomamente a causa del tremolìo del treno partito dalla vicina stazione di San Paolo e passato, all'incirca alle ore 7.10, nei pressi della polveriera.
I morti accertati nell'esplosione furono quattro, mentre i feriti oltre duecento. I danni furono ingenti, nel raggio di seicento metri tutte le case coloniche vennero distrutte o danneggiate, crollò il muro destro della chiesa di Santa Passera, sita nell'odierna via della Magliana, la stazione di Trastevere e il Mattatoio vennero danneggiati e i vetri della basilica di San Paolo fuori le Mura vennero infranti dall'onda d'urto dell'esplosione.

### Stemma
D'azzurro alla nave d'oro attrezzata d'argento.

## Monumenti e luoghi d'interesse

### Architetture religiose
- Chiesa di Santa Passera, su via di Santa Passera.
- Chiesa della Sacra Famiglia, su via Filippo Tajani.
- Chiesa di Gesù Divino Lavoratore, su via Oderisi da Gubbio.
- Chiesa di Santa Silvia, su viale Giuseppe Sirtori.
- Chiesa di San Gregorio Magno, su piazza Certaldo.
- Chiesa dei Santi Aquila e Priscilla, su via Pietro Blaserna.
- Chiesa di Nostra Signora di Valme, su via di Vigna Due Torri.
- Chiesa del Santo Volto di Gesù, su via della Magliana.

### Architetture militari
- Forte Portuense, al secondo km di via Portuense. Forte del XIX secolo (1877-81).

### Altro
- Porta Portese, porta nelle Mura gianicolensi del XVII secolo (1644).
- Ponte dell'Industria. lungo via del Porto Fluviale. Ponte del XIX secolo (1862-63).
- Ponte Sublicio, presso la Porta Portese. Ponte ricostruito nel XX secolo (1918).
- Ponte della Magliana, lungo il viadotto della Magliana. Ponte del XX secolo (1930-48).
- Ponte Testaccio, dal lungotevere Portuense. Ponte del XX secolo (1938-48).
- Ponte Guglielmo Marconi, lungo viale Guglielmo Marconi. Ponte del XX secolo (1937-55).

### Aree naturali
- Villa Bonelli

## Geografia antropica

### Urbanistica
Nel territorio del Portuense si estendono le seguenti zone urbanistiche: l'omonima 15B, gran parte della 16A Marconi, una piccola parte della 16D Gianicolense e l'intera 15C Pian due Torri.

## Infrastrutture e trasporti
|  | È raggiungibile dalle stazioni di Roma Trastevere e Villa Bonelli. |

## Sport
Il quartiere ha una squadra principale di calcio, il Real Portuense, che milita nel campionato di prima categoria laziale girone C della provincia di Roma. La squadra si allena e gioca nel campo sportivo Paolo Valenti in via di Bravetta 417, nel suburbio Gianicolense. I colori sociali sono l'azzurro e il nero.
Nel PalaColleLaSalle di Via dell'Imbrecciato si tengono le gare casalinghe della SS Lazio Basket, militante in Serie C regionale. 

### Pallacanestro
- Vigna Pia Roma che, nel campionato 2019-2020, milita nel campionato maschile di Serie C Silver.[11]
- St Charles che nel 2019-2020 milita nel campionato maschile di Serie D.[11]